# Mellitidia australis
Mellitidia australis là một loài Hymenoptera trong họ Halictidae. Loài này được Guérin-Méneville mô tả khoa học năm 1831.